# Preživela (strip)
Preživela je epizoda Dilan Doga objavljena u Srbiji premijerno u svesci #180 u izdanju Veselog četvrtka. Na kioscima se pojavila 25.11.2021. Koštala je 270 din (2,3 €; 2,7 $). Imala je 94 strane.

## Originalna epizoda
Originalna epizoda pod nazivom La sopravvissuta objavljena je premijerno u #388 regularne edicije Dilana Doga u Italiji u izdanju Bonelija. Izašla je 29.1.2019. Naslovnu stranicu je nacrtao Điđi Kavenađo. Scenario je napisala Baraldi Barbara, a nacrtali Piccatto Luigi, Santaniello Matteo i Massaglia Giulia Francesca. Koštala je 4,4 €.

## Kratak sadržaj
Putnički avion British Airways se ruši na Autoput M-25 (poznat pod imenom London Orbital) na kome se nalaze dugačka kolona putničkih vozila. Ogroman broj ljudi gine. Jedina preživela je glumica Sali. Prethodno je preživela snimanje filma Fear of the Dark, nakon što su glumice (osim nje) tragično poginuli. Sali se obraća Dilanu za pomoć, jer smatra da je žrtva kletve. Dilan odbija njen slučaj, ali kada je čuo da je Sali jedina preživela u pokolju u metrou, Dilan ga ipak prihvata.

## Inspiracija rok muzikom i filmom
Ubica nosi masku Edija, maskote hevi-metal grupe Iron Maiden. (U prethodnom broju, masovni ubica je nosio naziv Axl Neil, a ličio je na Sleša, gitaristu Guns’n’Roses.) Fear of the Dark, naziv filma koji se pominje u epizodi, takođe je naslov devetog albuma Iron Maidan (objavljen 1992. godine). Uoči pada aviona, vozač autobosa (koji podseća na Oto Mana iz crtanog filma Simpsons) sluša pesmu „Thunderstruck“ grupe AC/DC. Naslovna strana inspirisana je filmom the Gauntlet (iz 1977 sa Klint Istvudom u glavnoj ulozi) i postera za jedan od filmova iz serijala Ratova zvezda. Na strani 22 Dilanova prijateljica Geltrude mu kaže: „Kao da si pao s Marsa. Dosadniji si nego neki film Tarkovskog!“

## Odbrojavanje do udara meteora
Od #178 počelo je zvanično veliko finale i odbrojavane (na naslovnim stranama) do udara meteora u Zemlju. Ovo odbrojavanje traje do #399, tj. #400 originalne serije, tj. do #191-2 Veselog četvrtka. (Veseli četvrtak je već objavio #400 pod nazivom A danas apokalipsa u luksuznom izdanju 19.11.2020. na formatu A4.) Nakon ove epizode, serijal Dilan Doga je resetovan. (Ovo je već drugi Bonelijev junak koji je doživeo reset. Prvi je bio Mister No.)

## Prethodna i naredna epizoda
Prethodna sveska nosila je naslov Vežba broj 6 (#179), a naredna Sumrak bogova (#181).